# 翁贝托一世拱廊街 (那不勒斯)

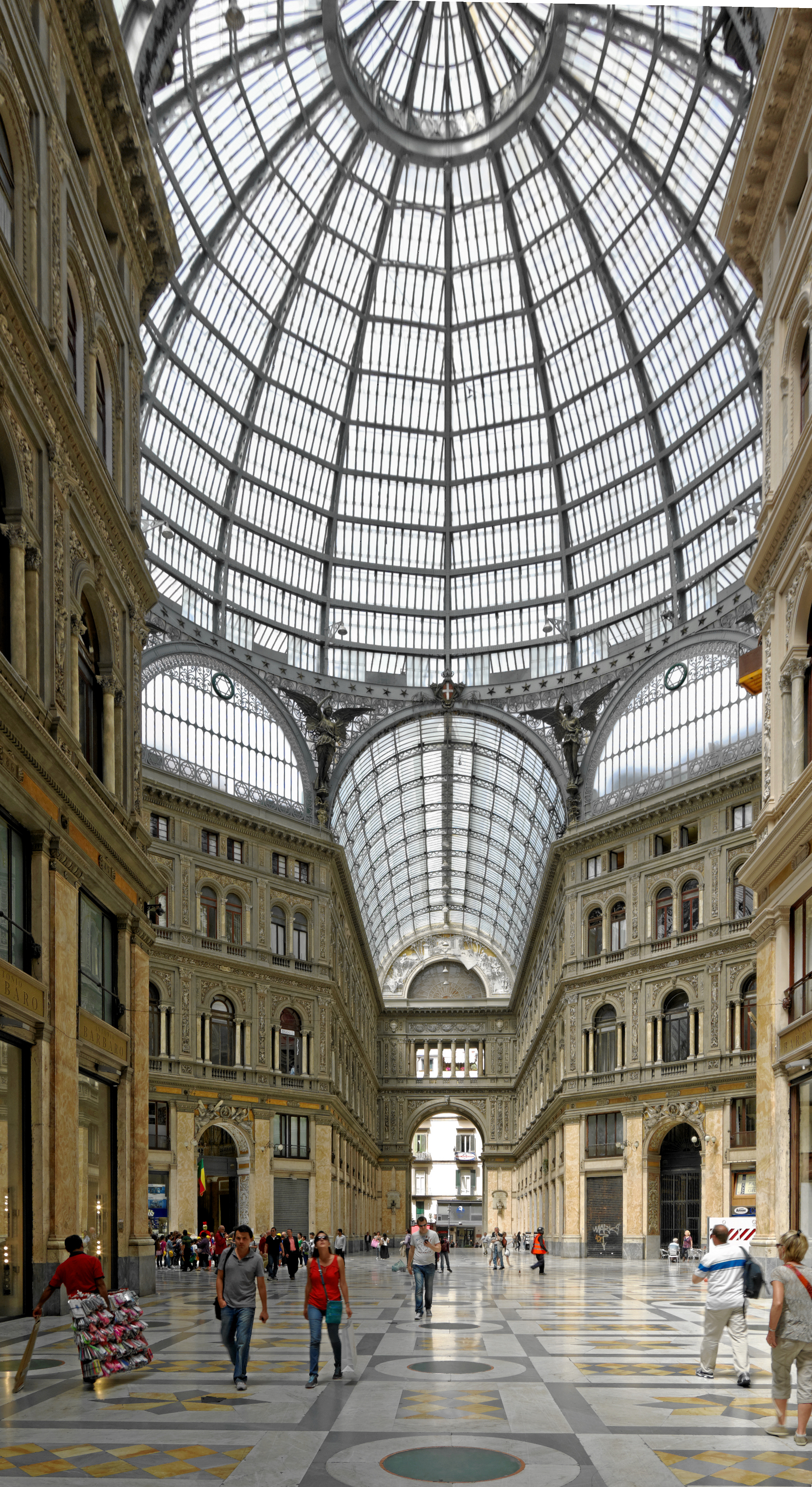
翁贝托一世拱廊街内部

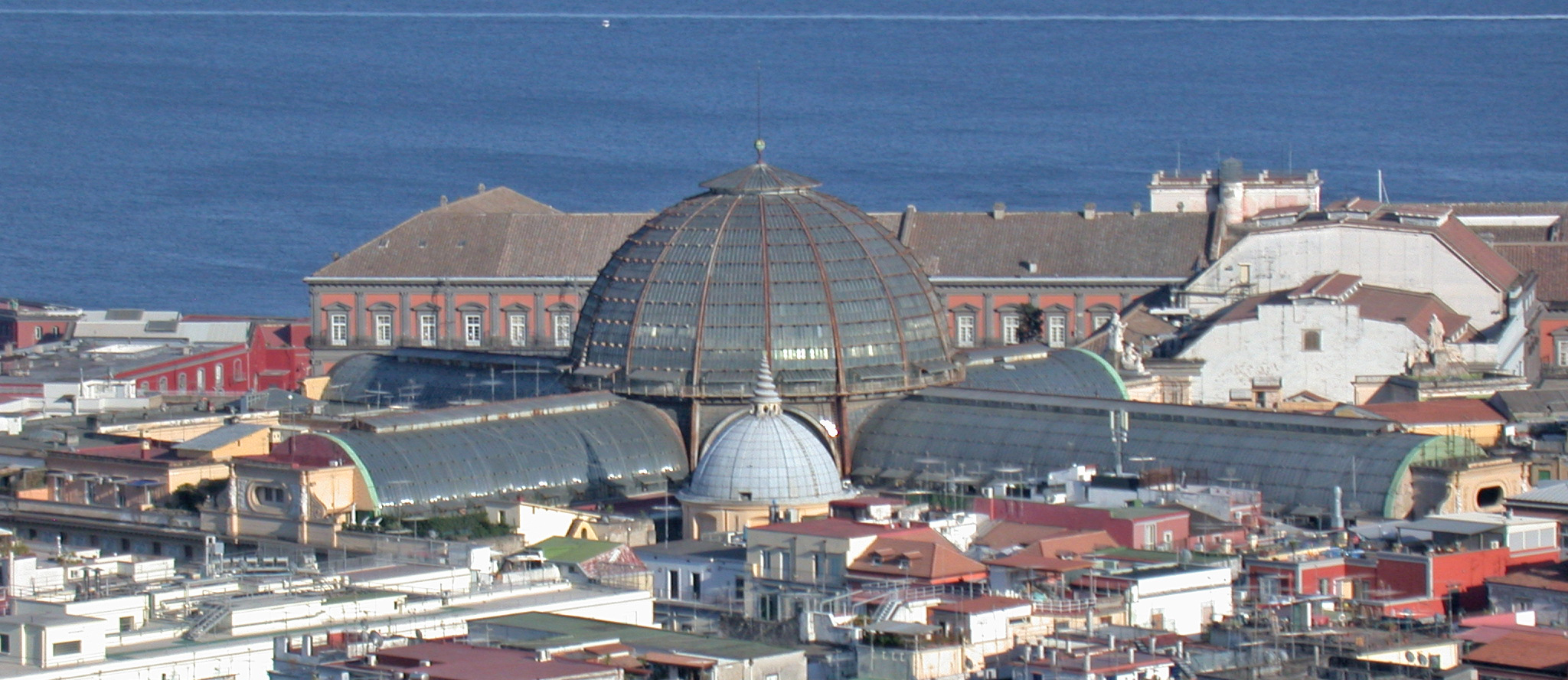
翁贝托一世拱廊街

翁贝托一世拱廊街（Galleria Umberto I）是意大利南部城市那不勒斯的购物廊，位于圣卡尔洛剧院的对面，面向城市主街道托莱多路。它建于1887–1891年，得名于翁贝托一世，有类似米兰埃马努埃莱二世拱廊街的透明玻璃屋顶，十字形平面，中间为穹顶。翁贝托一世拱廊街既是一个购物中心，也是那不勒斯人社会生活的中心。
該建築是聯合國教科文組織將那不勒斯歷史中心列為世界遺產名錄的一部分。

## 外部連結
40°50′58″N 14°15′17″E / 40.84944°N 14.25472°E
Template:那不勒斯地标